# Lualaba (provins)
Lualaba (Swahili: Jimbo la Lualaba) er en af de 26 Provinser i Demokratiske Republik Congo. Provinserne  Tanganyika, Haut-Katanga, Haut-Lomami og Lualaba er resultatet af opdelingen af den tidligere provins Katanga.  Lualaba blev dannet af distrikterne Lualaba og  Kolwezi, samt byen Kolwezi der blev  provinshovedstad. Befolkningen blev i 2020 anslået til 3.183.300 mennesker. 
Sammen med Haut-Katanga-provinsen ligger  Lualaba i Kobberbæltet i Centralafrika.  Kun Chile, Peru og Kina producerer mere kobber globalt end  Congo.

## Tidligere provins
Lualaba-provinsen blev udskilt fra Katanga-provinsen den 30. juni 1963. Den 24. april 1966 blev den forenet med Katanga Oriental for at danne Sud-Katanga-provinsen, som senere blev fusioneret tilbage til Katanga. 